# Адияман
Адияман (тур. Adıyaman, курд. Semsûr) — місто на південному сході Туреччини, столиця ілу Адияман. Адияман — одне з найдинамічніших турецьких міст за темпами розвитку. Населення міста збільшилось з 100 045 чоловік у 1990 році до 202 735 чоловік у 2010 (згідно з даними перепису населення).
До 1926 року місто носило арабську назву Хісн-і-Мансур (фортеця Мансура) відповідно до назви фортеці, яка розташована на пагорбі, довкола якої будувалося місто. Проте туркам було складно вимовляти цю назву, тому між собою вони називали місто та фортецю Ади-Яман (дослівно «погана назва»), а в 1926 році це прізвисько стало офіційною назвою міста. Курдська назва міста — Семсур.

## Історія
Археологічні знахідки на території міста свідчать, що дана місцевість була заселена з давніх часів.

## Клімат
Адияману дуже спекотний. Літо жарке та сухе. Температура часто досягає 40 °C. Найвища температура зареєстрована у місті: +45,3 °C (113,5 °F) яка зафіксована 30 липня 2000 року. Зима – досить холодна. Випадає сніг. Найнижча температура зафіксована у місті −10 °C (14.0 °F), зареєстрована 23 лютого 1985 року.